# Ouranopithecus
Ouranopithecus là chi vượn lớn Eurasia tiền sử, gồm hai loài. Một là Ouranopithecus macedoniensis vào cuối Miocen muộn (9.6-8.7 Ma) tìm thấy ở Hy Lạp năm 1974 , và thứ hai là Ouranopithecus turkae, cũng thuộc Miocen muộn (8.7-7.4 Ma) tìm thấy ở Thổ Nhĩ Kỳ năm 2007 .

## Đặt tên
Tên loài được đặt theo tiếng Hy Lạp Οὐρανός, Ouranos nghĩa là "bầu trời", và tiếng Hy Lạp cổ πίθηκος, píthēkos nghĩa là "khỉ", hợp lại là "khỉ trời" .

## Phân loại
Dựa trên cấu trúc răng và mặt của O. macedoniensis, đã có gợi ý rằng Ouranopithecus thực sự là một dryopithecine. Tuy nhiên, nó có lẽ liên quan chặt chẽ hơn với Ponginae .
Một số nhà nghiên cứu xem Ouranopithecus là tổ tiên chung cuối cùng của người và vượn , và là tiền thân cho australopithecine và người , mặc dù điều này rất gây tranh cãi và không được chấp nhận rộng rãi. Đúng là O. macedoniensis cổ có các đặc điểm giống với một số hominin sớm (như xoang trán, hốc trán), nhưng chúng gần như chắc chắn là các loài không có liên quan chặt chẽ . Nó được gợi ý rằng đó có thể là một đồng dạng của Graecopithecus freybergi , mặc dù có thể không có đủ dữ liệu để hỗ trợ sự đồng dạng này .